# Sayyabellus
Sayyabellus es un género de foraminífero bentónico de la subfamilia Dictyoconinae, de la familia Orbitolinidae, de la superfamilia Orbitolinoidea, del suborden Orbitolinina y del orden Loftusiida. Su especie tipo es Sayyabellus scutulus. Su rango cronoestratigráfico abarca desde el Barremiense hasta el Aptiense inferior (Cretácico inferior).

## Discusión
Clasificaciones previas incluían Sayyabellus en el suborden Textulariina del orden Textulariida o en el orden Lituolida.

## Clasificación
Sayyabellus incluye a la siguiente especie:
- Sayyabellus scutulus †